# Закрытые административно-территориальные образования России
Закрытое административно-территориальное образование в Российской Федерации (сокращ. — ЗАТО) — имеющее органы местного самоуправления административно-территориальное образование, созданное в целях обеспечения безопасного функционирования находящихся на его территории организаций, осуществляющих разработку, изготовление, хранение и утилизацию оружия массового поражения, переработку радиоактивных и других представляющих повышенную опасность техногенного характера материалов, военных и иных объектов, для которых в целях обеспечения обороны страны и безопасности государства устанавливается особый режим безопасного функционирования и охраны государственной тайны, включающий специальные условия проживания граждан.
Вся территория закрытого административно-территориального образования является территорией муниципального образования со статусом городского округа.

## История
Закон о ЗАТО был принят в 1992 году, список населённых пунктов, составляющих ЗАТО, утверждён Правительством Российской Федерации в 1994 году.

## Список ЗАТО Российской Федерации

### Существующие ЗАТО
По состоянию на 1 января 2021 года на территории Российской Федерации существовало 38 ЗАТО.
| ЗАТО                                         | Подчинение                             | Городской округ                                                                    | Годы                                | Что там находится                                                    | Документы                          |
| -------------------------------------------- | -------------------------------------- | ---------------------------------------------------------------------------------- | ----------------------------------- | -------------------------------------------------------------------- | ---------------------------------- |
| Видяево                                      | Мурманская область                     | ЗАТО посёлок Видяево                                                               | 2001—                               | база атомных подводных лодок (АПЛ) Северного флота                   | [ 5 ]                              |
| Вилючинск                                    | Камчатский край                        | Вилючинский                                                                        | 1992—                               | база АПЛ Тихоокеанского флота                                        | [ 6 ]                              |
| Власиха                                      | Московская область                     | ЗАТО ГО Власиха                                                                    | 2009—                               | командование ракетных войск стратегического назначения (РВСН)        | [ 7 ]                              |
| Восход                                       | Московская область                     | ЗАТО ГО Восход                                                                     | 1992—                               | радиоцентр РВСН                                                      | [ 8 ]                              |
| Горный                                       | Читинская область / Забайкальский край | ЗАТО посёлок Горный                                                                | 1992—                               | ракетная бригада                                                     | [ 10 ] [ 11 ]                      |
| Железногорск                                 | Красноярский край                      | ЗАТО город Железногорск                                                            | 1992—                               | производство обогащённого урана                                      | [ 12 ] [ 13 ]                      |
| Заозёрск                                     | Мурманская область                     | ЗАТО город Заозёрск                                                                | 1992—                               | база АПЛ Северного флота                                             | [ 14 ]                             |
| Заречный                                     | Пензенская область                     | ЗАТО город Заречный                                                                | 1992—                               | производство ядерных боеприпасов                                     | [ 15 ]                             |
| Звёздный                                     | Пермская область / Пермский край       | ЗАТО Звёздный                                                                      | 1992—                               | дивизия межконтинентальных баллистических ракет                      | [ 17 ]                             |
| Звёздный городок                             | Московская область                     | ЗАТО ГО Звёздный городок                                                           | 2009—                               | центр подготовки космонавтов                                         | [ 18 ]                             |
| Зеленогорск                                  | Красноярский край                      | ЗАТО город Зеленогорск                                                             | 1992—                               | производство обогащённого урана                                      | [ 19 ] [ 13 ]                      |
| Знаменск                                     | Астраханская область                   | ЗАТО Знаменск                                                                      | 1992—                               | административный центр ракетного полигона Капустин Яр                | [ 20 ]                             |
| Комаровский                                  | Оренбургская область                   | ЗАТО Комаровский                                                                   | 1992—                               | 13 ракетная дивизия РВСН                                             | [ 21 ]                             |
| Краснознаменск                               | Московская область                     | ЗАТО ГО Краснознаменск                                                             | 1992—                               | центр управления спутниками                                          | [ 22 ]                             |
| Лесной                                       | Свердловская область                   | город Лесной                                                                       | 1992—                               | производство ядерных боеприпасов                                     | [ 23 ]                             |
| Межгорье                                     | Башкортостан                           | ЗАТО Межгорье                                                                      | 1995—                               |                                                                      | [ 24 ] [ 25 ]                      |
| Мирный                                       | Архангельская область                  | Мирный                                                                             | 1993—                               | космодром Плесецк                                                    | [ 26 ]                             |
| Молодёжный                                   | Московская область                     | ЗАТО ГО Молодёжный                                                                 | 1992—                               | радиоцентр РВСН                                                      | [ 27 ]                             |
| Новоуральск                                  | Свердловская область                   | Новоуральский                                                                      | 1992—                               | производство обогащённого урана                                      | [ 28 ]                             |
| Озёрный                                      | Тверская область                       | ЗАТО Озёрный                                                                       | 1992—                               | 7 ракетная дивизия РВСН                                              | [ 29 ]                             |
| Озёрск                                       | Челябинская область                    | Озёрский                                                                           | 1992—                               | хранение ядерного топлива                                            | [ 30 ]                             |
| Островной                                    | Мурманская область                     | ЗАТО город Островной                                                               | 1992—                               | пункт отстоя АПЛ Северного флота                                     | [ 31 ]                             |
| Первомайский                                 | Кировская область                      | ЗАТО Первомайский                                                                  | 1992—                               | 8 ракетная дивизия РВСН                                              |                                    |
| Полярный Скалистый Снежногорск Александровск | Мурманская область                     | ЗАТО город Полярный ЗАТО город Скалистый ЗАТО город Снежногорск ЗАТО Александровск | 1995—2008 1992—2008 1992—2008 2008— | база Северного флота                                                 | [ 32 ] [ 33 ] [ 34 ] [ 35 ] [ 36 ] |
| Радужный                                     | Владимирская область                   | ЗАТО город Радужный                                                                | 1998—                               | лазерный полигон                                                     | [ 37 ]                             |
| Саров                                        | Нижегородская область                  | ЗАТО город Саров                                                                   | 1992—                               | разработка и производство ядерного оружия                            | [ 38 ]                             |
| Светлый                                      | Саратовская область                    | ЗАТО Светлый                                                                       | 1992—                               | 60 ракетная дивизия РВСН                                             | [ 39 ]                             |
| Свободный                                    | Свердловская область                   | ЗАТО Свободный                                                                     | 1992—                               | 42 ракетная дивизия РВСН                                             | [ 40 ]                             |
| Североморск                                  | Мурманская область                     | ЗАТО город Североморск                                                             | 1992—                               | главная база Северного флота                                         | [ 41 ]                             |
| Северск                                      | Томская область                        | ЗАТО Северск                                                                       | 1992—                               | производство обогащённого урана                                      | [ 42 ]                             |
| Сибирский                                    | Алтайский край                         | ЗАТО Сибирский                                                                     | 1995—                               | 35 ракетная дивизия РВСН                                             | [ 43 ] [ 44 ]                      |
| Снежинск                                     | Челябинская область                    | Снежинский                                                                         | 1992—                               | разработка ядерного оружия                                           | [ 45 ]                             |
| Солнечный                                    | Красноярский край                      | ЗАТО посёлок Солнечный                                                             | 1992—                               | 62 ракетная дивизия РВСН                                             | [ 46 ] [ 13 ]                      |
| Солнечный                                    | Тверская область                       | ЗАТО посёлок Солнечный                                                             | 1995—                               | разработка и производство систем управления для баллистических ракет | [ 47 ]                             |
| Трёхгорный                                   | Челябинская область                    | Трёхгорный                                                                         | 1992—                               | разработка ядерного оружия                                           | [ 48 ]                             |
| Углегорск Циолковский                        | Амурская область                       | ЗАТО Углегорск ЗАТО Циолковский                                                    | 1992—2017 2017—                     | космодром Восточный                                                  | [ 49 ] [ 50 ] [ 51 ]               |
| Уральский                                    | Свердловская область                   | ЗАТО Уральский                                                                     | 1992—                               | 21 арсенал РВСН                                                      | [ 52 ]                             |
| Фокино                                       | Приморский край                        | ЗАТО Фокино                                                                        | 1992—                               | база Тихоокеанского флота                                            | [ 55 ]                             |

### Упразднённые ЗАТО
В списках указываются ЗАТО, существование которых подтверждено документально. Например, историческая принадлежность Оболенска или Тулы-50 к числу ЗАТО не подтверждена.
| ЗАТО      | Подчинение         | Годы      | Документы |
| --------- | ------------------ | --------- | --------- |
| Вулканный | Камчатская область | 1992—1999 | [ 56 ]    |
| Приокск   | Московская область | 1992—1999 | [ 56 ]    |
| Ясная     | Читинская область  | 1992—1994 | [ 57 ]    |

| ЗАТО           | Подчинение          | Годы      | Документы                   |
| -------------- | ------------------- | --------- | --------------------------- |
| Большой Камень | Приморский край     | 1996—2015 | [ 58 ] [ 59 ]               |
| Кедровый       | Красноярский край   | 1992—2007 | [ 60 ] [ 13 ] [ 61 ] [ 62 ] |
| Локомотивный   | Челябинская область | 1992—2017 | [ 63 ] [ 64 ]               |
| Михайловский   | Саратовская область | 2003—2019 | [ 65 ] [ 66 ]               |
| Шиханы         | Саратовская область | 2003—2019 | [ 67 ] [ 66 ]               |

## Статус
Федеральным законом № 131-ФЗ от 6 октября 2003 года ЗАТО были наделены статусом городского округа.

### Статус вОКАТО
В ОКАТО ЗАТО определяются как сельские населённые пункты, посёлки городского типа, города республиканского, краевого, областного значения (подчинения), находящиеся в ведении федеральных органов государственной власти и управления.

### Статус согласно региональному законодательству
Фактический статус ЗАТО разнится по регионам.
Алтайский край
Посёлок городского типа Сибирский составляет ЗАТО.
Амурская область
Город Циолковский (ранее пгт Углегорск), составляющий ЗАТО, определяется как городской округ.
Статусом городского округа на уровне административно-территориального устройства был наделён пгт Углегорск в 2005 году.
До 2005 года: ЗАТО и муниципальное образование посёлок городского типа.
Согласно Реестру и редакции Устава до поправок от 9 февраля 2021 года, город Циолковский (ранее посёлок Углегорск) определяется как ЗАТО и город (посёлок) областного подчинения, находящийся в ведении федеральных органов государственной власти и управления.
Архангельская область
Город Мирный (город, Архангельская область), составляющий ЗАТО, определяется как город областного значения.
Астраханская область
Город Знаменск составляет ЗАТО, вместе с этим соответствует категориям города и иные административно-территориальные единицы.
Башкортостан
ЗАТО Межгорье является самостоятельной административно-территориальной единицей, наравне с городами республиканского значения, районами и, согласно Конституции, составными административно-территориальными единицами, приравненными по статусу к районам. В Реестре Межгорье упоминается в общем списке городов, в справочнике административно-территориального устройства 2017 года определяется как город республиканского значения.
Владимирская область
Город Радужный составляет ЗАТО.
Камчатская область / Камчатский край
Город Вилючинск, составляющий ЗАТО, определяется как город краевого подчинения, до преобразования Камчатской области в Камчатский край являлся городом областного подчинения.
Кировская область
Посёлок городского типа Первомайский составляет ЗАТО.
Красноярский край
ЗАТО являются административно-территориальными единицами, входящими в состав края наравне с краевыми городами, районами и (в перспективе) округами, вместе с тем 2 ЗАТО соответствуют определению краевых городов, 1 ЗАТО определению посёлка городского типа.
Московская область
ЗАТО являются административно-территориальными единицами, входящими в состав области наравне с городами и посёлками городского типа областного подчинения, вместе с тем как административно-территориальные единицы и населённые пункты соответствуют категории города и посёлков городского типа областного подчинения, в реестре определены как город и посёлки.
Мурманская область
ЗАТО являются административно-территориальными единицами, входящими в состав области наравне с городом Мурманском и городами с подведомственной территорией (соответствуют категории городов областного значения) и районами.
Нижегородская область
Город Саров, образующий ЗАТО, определяется как город областного значения.
Оренбургская область
Посёлок Комаровский составляет ЗАТО и самостоятельную административно-территориальную единицу посёлок (до 2012 являлся посёлком городского типа).
Пензенская область
Город Заречный, составляющий ЗАТО, определяется как город областного значения.
Пермская область / Пермский край
Посёлок городского типа Звёздный составляет ЗАТО.
Приморский край
ЗАТО Фокино определяется как город краевого подчинения (Большой Камень утратил статус ЗАТО). До 2001 года ЗАТО и города краевого подчинения рассматривались по отдельности.
Саратовская область
Посёлок Светлый (до 2019 пгт) составляет ЗАТО, остальные ЗАТО упразднены.
Свердловская область
ЗАТО являются административно-территориальными единицами, непосредственно входящими в состав области, наравне с городами и районами.
Тверская область
ЗАТО определяются как округа, наравне с административно-территориальными единицами, образованными городами областного и окружного значения
.
До 2006 года ЗАТО определялись как отдельный вид административно-территориальных единиц, с 2006 до 2012, наравне с некоторыми городами, как городские округа.
Томская область
Город Северск, образующий ЗАТО, определяется как город областного подчинения.
Челябинская область
ЗАТО определяются как закрытые административно-территориальные единицы и включаются в общий список городов (рабочий посёлок Локомотивный статус ЗАТО утратил).
До 2006 года закрытые административно-территориальные образования определялись как отдельно или как города областного значения и посёлок.
Читинская область / Забайкальский край
Рабочий посёлок Горный находится в составе Улётовского района.
До 2007 года в Читинской области выделялись города областного значения и 1 ЗАТО, в 2007 году они были включены законодательно в административные районы. Эта особенность административно-территориального устройства была сохранена при преобразовании Читинской области в Забайкальский край в 2008 году.